# 아브라함의 언약

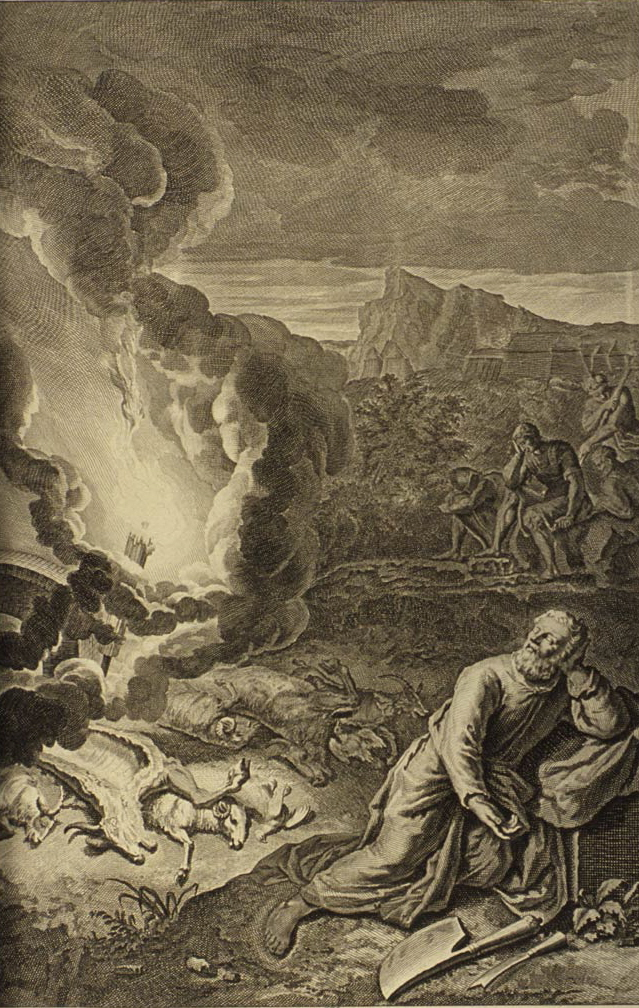
설명된 사건의 그림(1728)

아브라함의 언약은 하나님이 아브라함에게 자신을 드러내시고 (오늘날 베타림산으로 알려진 곳에서) 그와 언약을 맺으신 사건이다. 이 언약을 통해 하나님은 아브라함에게 그의 후손들이 결국 이스라엘 땅을 상속받게 될 것이라고 선포하셨다.
히브리어 성경에 따르면, 조각들의 언약 또는 조각들 사이의 언약(히브리어: ברית בין הבתרים, 로마자: Brit Bein HaBetarim)으로 언급되며 이는 유대 역사에서 중요한 사건이다.
이 언약은 하나님과 족장들 사이에 맺어진 일련의 언약 중 첫 번째 언약이었다.

## 성경 구절
성경 구절에 따르면, 창세기 15장 1-4절에는 아브라함의 가장 중요한 만남이 기록되어 있다. 아브라함의 가장 중요한 만남은 아브라함의 후손인 하나님이 그와 언약을 맺으셨을 때이다. 그날은 아브람이 환상을 통해 자신의 자식이 없을까봐 걱정하며, 자신의 재산이 자신의 종인 다메섹 사람 엘리에셀에게 상속될 것이라고 생각하는 것으로 시작되었다. 그러자 하나님은 그에게 "큰 민족"의 조상이 되게 하시겠다는 원래의 약속을 상기시켜 주시고, 아들을 낳을 것이라고 알려주셨다. (창세기 15:1-4)
그날 저녁, 아브람은 깊은 잠에 빠져 다시 하나님을 만났다. 하나님은 아브람에게 그에게서 태어난 민족이 다른 땅으로 옮겨져 400년 동안 시험을 받게 될 것이며, 그 후에는 많은 소유를 얻고 큰 축복을 받아 땅을 차지하게 될 것이라고 예언하셨다. 이 예언은 이스라엘 백성이 400년 동안 애굽에 예속된 후 가나안으로 돌아와 땅을 차지하게 될 것이라는 예언이었다. (창세기 15:12-18)
아브람은 바로 이 때 하나님과 언약을 맺었다. 하나님께서는 그의 후손이 땅을 상속받게 하겠다고 약속하셨다.
그 날에 여호와께서 아브람과 더불어 언약을 세워 이르시되 내가 이 땅을 애굽 강에서부터 그 큰 강 유브라데까지 네 자손에게 주노니 곧 겐 족속과 그니스 족속과 갓몬 족속과 헷 족속과 브리스 족속과 르바 족속과 아모리 족속과 가나안 족속과 기르가스 족속과 여부스 족속의 땅이니라 하셨더라— 창세기 15장 18~21절

이 언약은 하나님께서 아브라함에게 가축과 가금류를 두 조각으로 나누라고 명하심으로써 공식화되었다.
예레미야 34장 18-22절에도 비슷한 언약이 언급되어 있다.

## 같이 보기
- 이사악의 번제